# Pedro Pompei
Pedro Pablo Pompei (Buenos Aires, 19 dicembre 1913 – ...) è stato un calciatore argentino, di ruolo centrocampista.

## Carriera
Giocò in patria con Racing Club e Lanús, in Italia con il Liguria in Serie A e con Cremonese e Cosenza in Serie B.

## Palmarès

### Club

#### Competizioni nazionali
- Serie C: 1

Cremonese: 1941-1942